# Cyrtochilum sanderianum
Cyrtochilum sanderianum är en orkidéart som först beskrevs av Robert Allen Rolfe, och fick sitt nu gällande namn av Willibald Königer. Cyrtochilum sanderianum ingår i släktet Cyrtochilum, och familjen orkidéer.
Artens utbredningsområde är Peru. Inga underarter finns listade i Catalogue of Life.